# کردیت آندورا
کردیت آندورا (انگلیسی: Crèdit Andorrà) شرکت خدمات مالی و بانکداری آندورایی است، که در سال ۱۹۴۹ تأسیس شد.